# Sándor Bródy
Pour les articles homonymes, voir Brody.
Dans le nom hongrois Bródy Sándor, le nom de famille précède le prénom, mais cet article utilise l’ordre habituel en français Sándor Bródy, où le prénom précède le nom.
Sándor Bródy ([ˈʃaːndoɾ], [ˈbɾoːdi]), né le 23 juillet 1863 à Eger et décédé le 12 août 1924 à Budapest, était un écrivain hongrois.